# Maria Formińska-Kapuścik
Maria Małgorzata Formińska-Kapuścik (ur. 1 sierpnia 1945 w Wilamowicach) – polska okulistka, profesor medycyny. 

## Życiorys
Dyplom lekarski (1968) zdobyła na Śląskiej Akademii Medycznej (od 2007 roku Śląski Uniwersytet Medyczny) i na tej uczelni została zatrudniona w 1970 roku w Katedrze Okulistyki. 
Stopień doktorski uzyskała w 1979 roku. Habilitowała się w 1997 roku na podstawie oceny dorobku naukowego i pracy pod tytułem "Wzmocnienie i rekonstrukcja tkanek gałki ocznej przy użyciu materiałów poliestrowych produkcji polskiej". W 2008 roku został jej nadany tytuł naukowy profesora nauk medycznych.
Jest profesorem zwyczajnym w Katedrze Okulistyki ŚUM, a od 2006 roku pełni funkcję kierownika Kliniki Okulistyki Dziecięcej tej Katedry w Uniwersyteckim Centrum Okulistyki i Onkologii w Katowicach. Przez 15 lat była też kierownikiem Pracowni Laseroterapii przy Katedrze. 
Odbyła szereg staży i szkoleń zagranicznych, m.in. w Instytucie J. Fiodorowa w Moskwie, w Instytucie W. Fiłatowa w Odessie, w niemieckim Ambergu oraz w Teksasie.

## Członkostwo w organizacjach
Od 1971 roku jest członkiem Polskiego Towarzystwa Okulistycznego. W ramach Towarzystwa działa w kilku sekcjach (m.in. okulistyki dziecięcej, jaskry, wszczepów wewnątrzgałkowych i chirurgii refrakcyjnej), a w 2013 roku weszła w skład zarządu głównego PTO. Ponadto jest członkiem m.in.: European Society of Cataract and Refractive Surgeon oraz członkiem honorowym Business Centre Club (od 2011).

## Badania i publikacje
Członek rady programowej pisma "Niepełnosprawność i Zdrowie" oraz "Magazynu Lekarza Okulisty". Redaktor czasopism "Medical Science Review" oraz "Okulistyka". Zasiada ponadto w radzie naukowej pisma "Case Reports & Clinical Practice Review".
Swoje prace publikowała w czasopismach krajowych i zagranicznych, m.in. w Klinice Ocznej, Okulistyce oraz Kontaktologii i Optyce Okulistycznej.
Zainteresowania kliniczne i badawcze M. Formińskiej-Kapuścik dotyczą chirurgii przedniego i tylnego odcinka gałki ocznej u dzieci i dorosłych, chirurgii jaskry, zaćmy oraz okulistycznych zastosowań ultrasonografii dopplerowskiej i optycznej tomografii koherencyjnej (OCT).
Nagrodzona m.in. nagrodami rektora ŚUM, odznaką honorową ministra zdrowia oraz Złotym Laurem Umiejętności i Kompetencji Regionalnej Izby Gospodarczej w kategorii Pro Publico Bono (2009).